# Dadra và Nagar Haveli

Dadra và Nagar Haveli

Dadra và Nagar Haveli (Tiếng Gujarat: દાદરા અને નગર હવેલી, Tiếng Marathi: दादरा आणि नगर हवेली, Tiếng Hindi: दादर और नगर हवेली) là một lãnh thổ Liên bang ở miền tây Ấn Độ. Nagar Haveli là nằm giữa hai bang Maharashtra và Gujarat, trong khi Dadra là một vùng đất nằm cách vài km về phía bắc của Nagar Haveli lọt trong Gujarat. Thủ phủ là Silvassa. Dadra và Nagar Haveli nằm ở lưu vực của sông Daman Ganga. Các đô thị Dadra và Silvassa đều nằm trên bờ bắc của sông này. Dãy núi Ghats Tây cao dần về phía đông, và các chân đồi của dãy chiếm lĩnh phần phía đông của lãnh thổ. Lãnh thổ không giáp biển, mặc dù Biển Ả Rập nằm ngay bờ biển phía tây của Gujarat.

## Lịch sử
Trong năm 1783, Nagar-Aveli trở thành thuộc địa của Bồ Đào Nha. Sau đó, vào năm 1785 người Bồ Đào Nha mua Dadra. Lãnh thổ được quản lý bởi Thống đốc Bồ Đào Nha tại Daman cho đến năm 1954.
Sau khi Ấn Độ giành được độc lập vào năm 1947, các cư dân của Dadra và Nagar Haveli, với sự giúp đỡ của quân tình nguyện của các tổ chức như Mặt trận Thống nhất của những người Goa (UFG), Tổ chức Phong trào Giải phóng Quốc gia (NMLO) và Azad Gomantak Dal đã giải phóng lãnh thổ Dadra và Nagar Haveli khỏi Bồ Đào Nha vào năm 1954.
Mặc dù được độc lập thực tế, Dadra và Nagar Haveli vẫn bị quốc tế công nhận (ví dụ như Tòa án Quốc tế) là sở hữu của Bồ Đào Nha.. Những người dân của thuộc địa cũ này đã yêu cầu Chính phủ Ấn Độ trợ giúp về mặt hành chính. Ông KG Badlani, một cán bộ của Cơ quan Hành chính Ấn Độ (IAS) đã được gửi tới đây như là quản trị viên.
Từ năm 1954 đến năm 1961, lãnh thổ đã được quản lý bởi một thực thể gọi là Varishta Panchayat của Dadra và Nagar Haveli Tự do..
Năm 1961 khi các lực lượng Ấn Độ kiểm soát Goa, Daman và Diu, ông Badlani trở thành Thủ tướng Chính phủ của Dadra và Nagar Haveli trong một ngày. Với cương vị đứng đầu nhà nước, ông có thể ký một thỏa thuận với Thủ tướng Chính phủ Ấn Độ là Jawaharlal Nehru, và chính thức hợp nhất Dadra và Nagar Haveli vào Cộng hòa Ấn Độ.

## Hành chính
Bản mẫu:IndiaCensusPop
Dadra và Nagar Haveli bao gồm hai taluka:
- Dadra
- Nagar Haveli

Dadra là trung tâm của taluka Dadra, bao gồm đô thị Dadra và hai làng khác. Silvassa là trụ sở của taluka Nagar Haveli, bao gồm đô thị Silvassa và 68 làng khác.

## Kinh tế
Tổng GDP của Dadra và Nagar Haveli năm 2004 được ước tính là $218,000,000 theo giá hiện hành. Chế tạo là ngành kinh tế chính tại Dadra và Nagar Haveli vì các loại thuế thấp.